# Dąbrowa Górnicza Ząbkowice
Dąbrowa Górnicza Ząbkowice – węzłowa stacja kolejowa w dąbrowskiej dzielnicy Ząbkowice, w województwie śląskim (małopolska część województwa), w Polsce; znajduje się przy ul. Dworcowej, usytuowana jest na kilometrze 292,896 linii kolejowej nr 1, między stacjami Dąbrowa Górnicza, Dąbrowa Górnicza Południowa i Łazy.  Stacja obsługuje dalekobieżne i regionalne pasażerskie połączenia kolejowe oraz pociągi towarowe.

## Ruch pasażerski[2]
| Rok  | Wymiana pasażerska na dobę | Miejsce w Polsce |
| ---- | -------------------------- | ---------------- |
| 2017 | 300-499                    | bd.              |
| 2018 | 300-499                    | bd.              |
| 2019 | 500-699                    | 453.             |
| 2020 | 300-499                    | 415.             |
| 2021 | 300-499                    | 442.             |
| 2022 | 500-699                    | 447.             |
| 2023 | 700-999                    | 425.             |
| 2024 | 700-999                    | 382.             |

## Historia
Dworzec znajduje się w Ząbkowicach, dzielnicy Dąbrowy Górniczej. U schyłku XIX wieku stacja Ząbkowice była jedną ze stacji Kolei Warszawsko-Wiedeńskiej. Budynek stacji otwarto 13 grudnia 1847 roku. Na stacji znajdują się trzy czynne perony, a oprócz nich jeden — z którego odjeżdżały pociągi do Brzezin Śląskich — całkowicie nieczynny i zarośnięty. Do listopada 2011 działała tutaj kasa biletowa; była to najdłużej utrzymywana kasa biletowa w Dąbrowie Górniczej. Od 13 listopada 2017 do listopada 2018 prowadzone były na stacji prace związane z budową przejścia podziemnego i demontażem kładki dla pieszych.

## Galeria

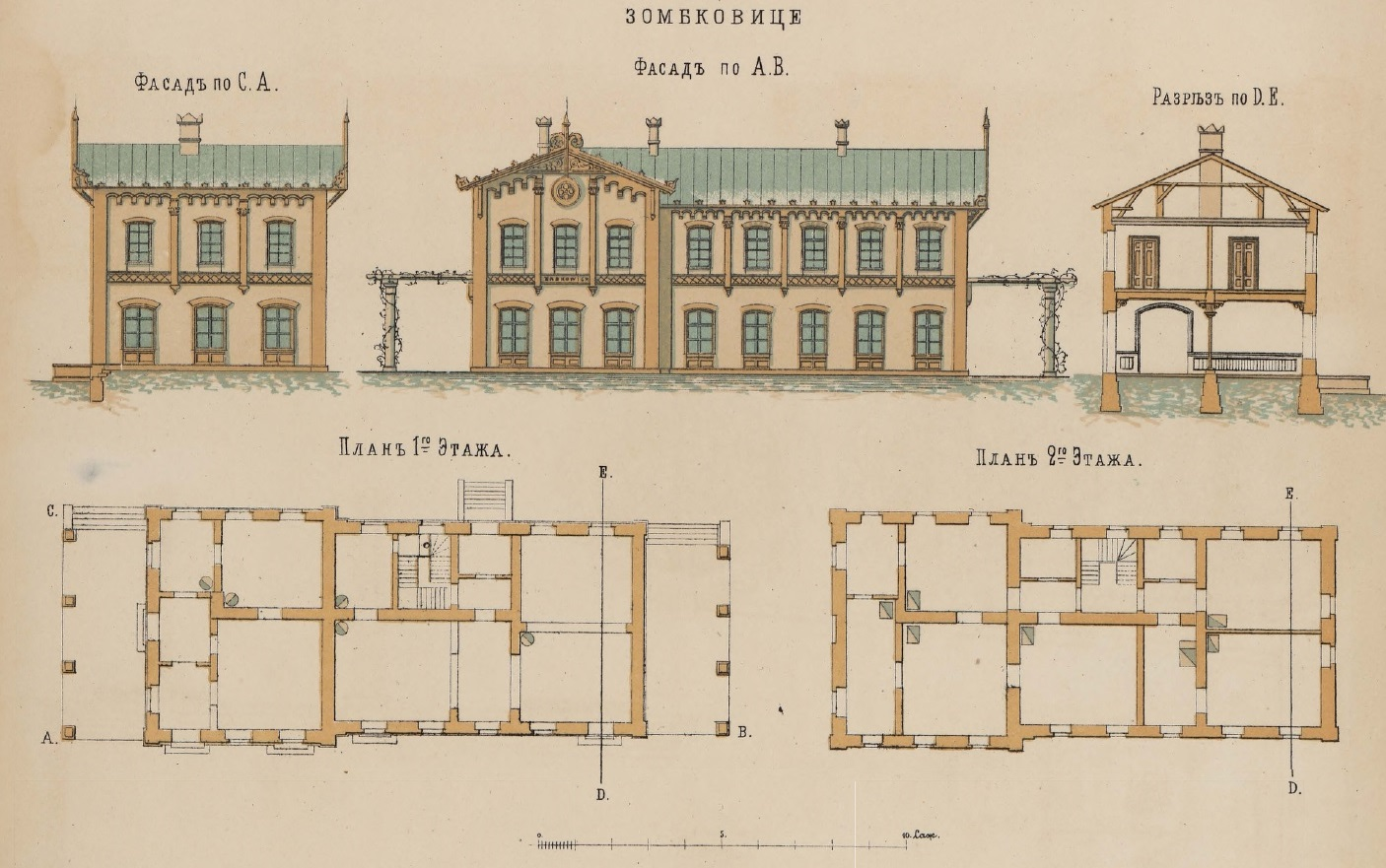
Archiwalny szkic budynku dworca
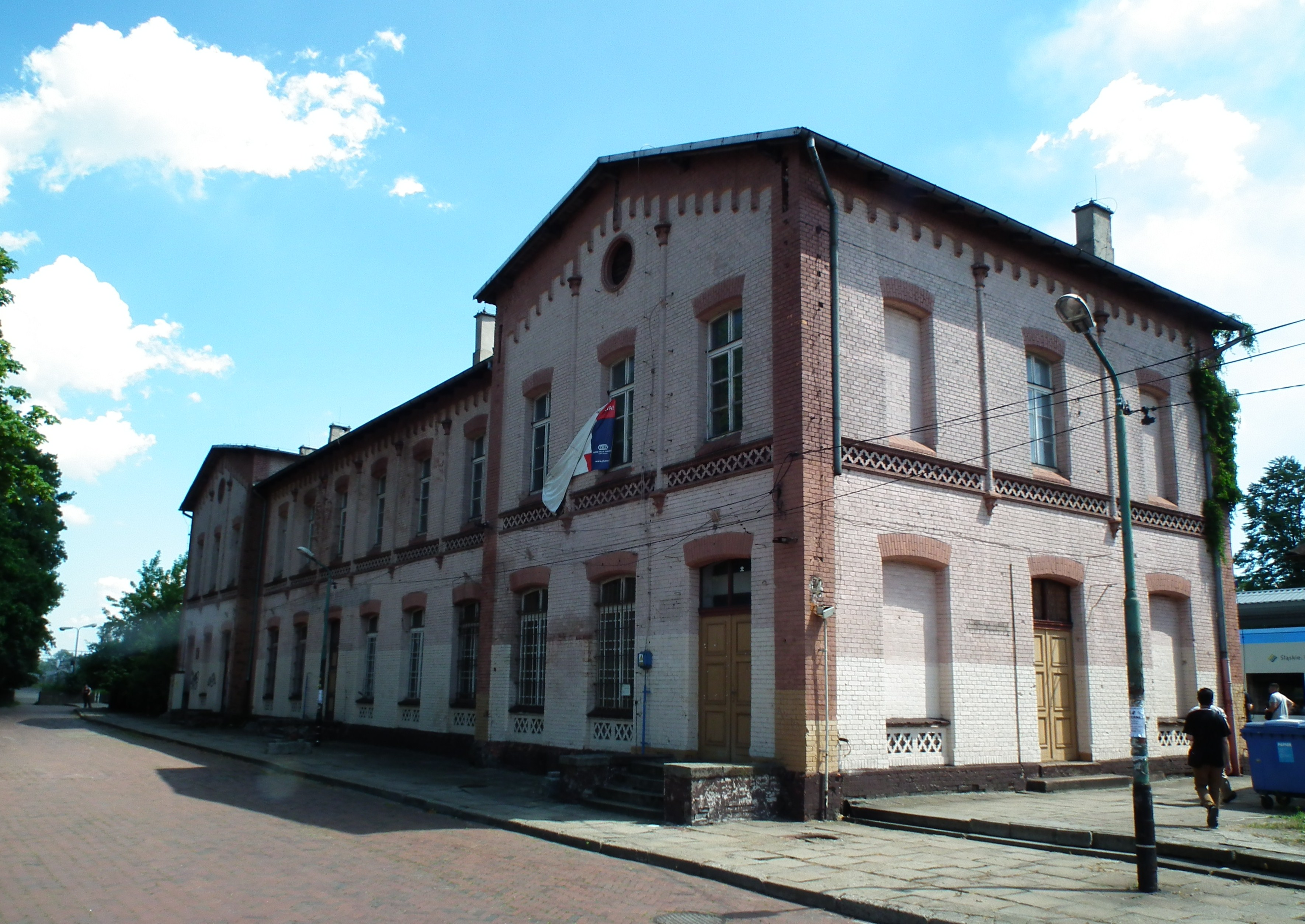
Widok współczesny
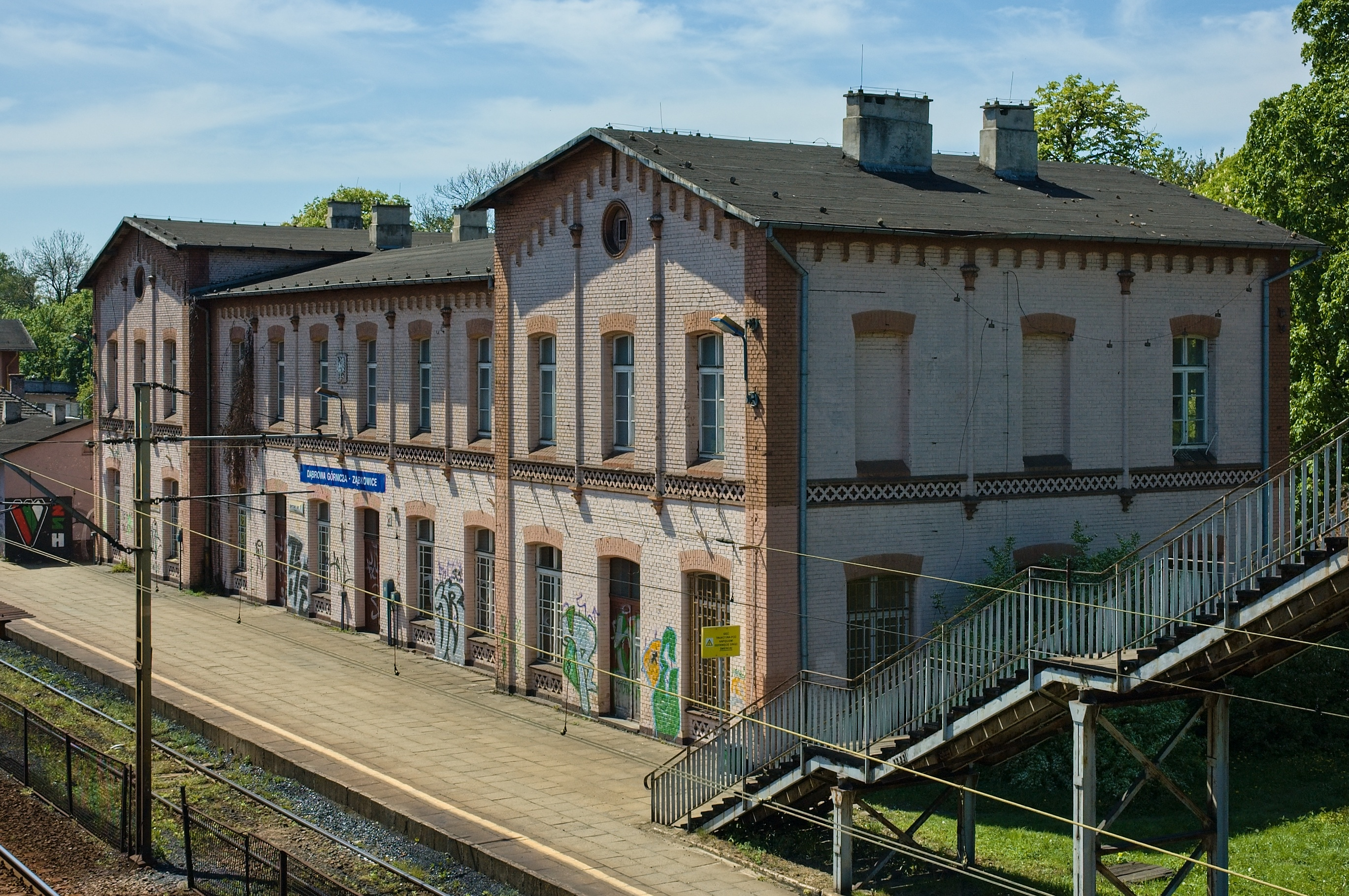
Od strony peronów
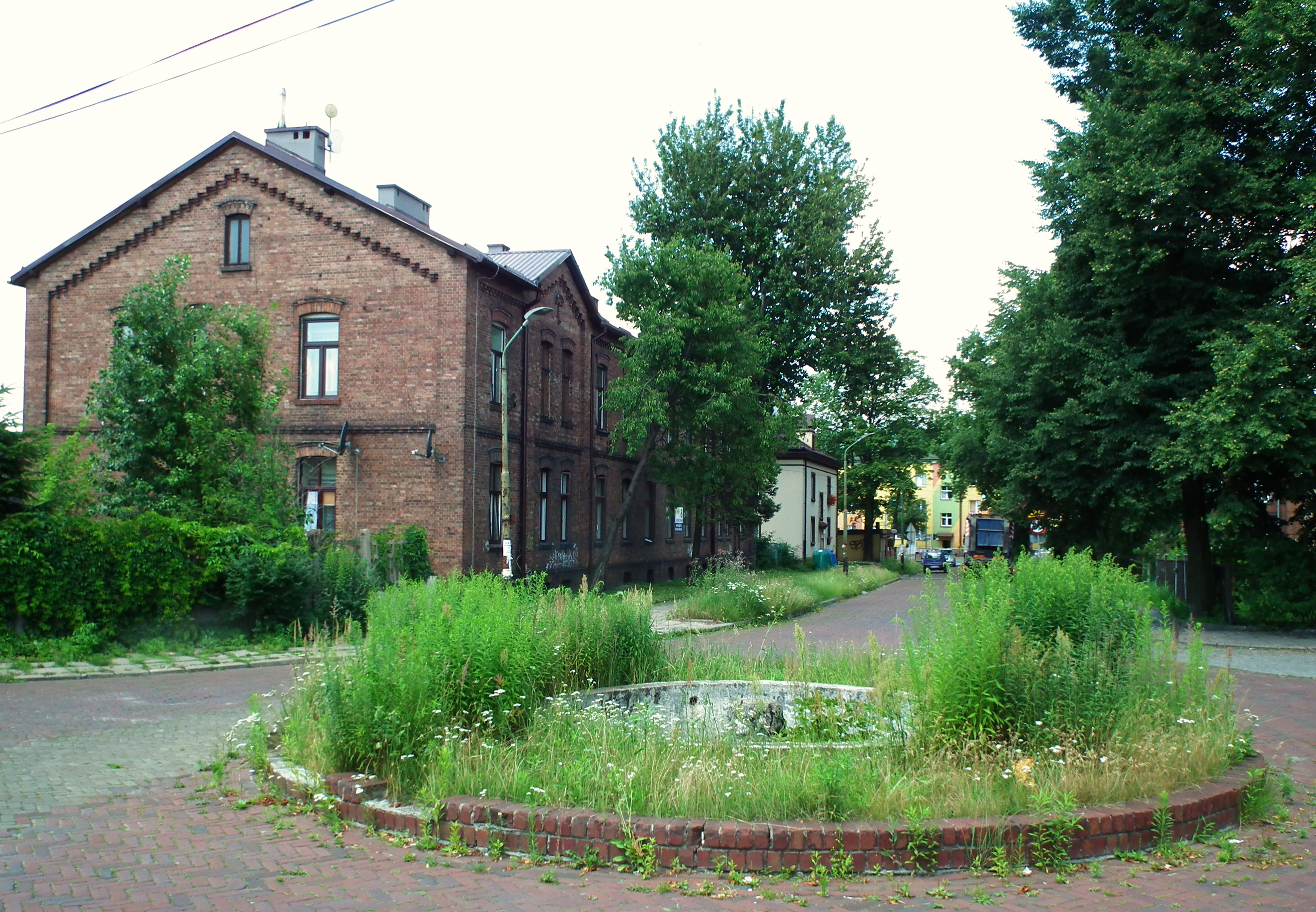
Plac przeddworcowy